# Neudeck (Mohlsdorf-Teichwolframsdorf)
Neudeck ist eine Ansammlung mehrerer Gehöfte nordöstlich des Ortsteils Reudnitz der Landgemeinde Mohlsdorf-Teichwolframsdorf im Landkreis Greiz in Thüringen.

## Lage
Neudeck liegt nordöstlich von Greiz und Mohlsdorf unmittelbar an der Landesgrenze zu Sachsen. Mit Wirtschaftswegen ist die Ansiedlung an die Landesstraße 1086 angebunden. Die Gehöfte liegen am Ostrand der Wälder um Greiz und Werdau.

## Geschichte
Am 23. März 1438 wurde die Ansiedlung erstmals urkundlich erwähnt. Die Ansiedlung der Gehöfte diente der Landbewirtschaftung.
Bis 1955 gehörte der Weiler zu Sachsen bzw. zum Bezirk Karl-Marx-Stadt; ab 1. Januar 1956 war er Teil der Gemeinde Reudnitz.